# Svenska Huvudvärkssällskapet

Svenska Huvudvärkssällskapets logotyp.

Svenska Huvudvärkssällskapet (före detta Svenska Migränsällskapet) bildades 1968 på initiativ av Professor Per Olov Lundberg, som länge var ordförande. Sällskapet är en sammanslutning främst för personer verksamma inom sjukvården som har intresse av migrän och annan huvudvärk. Svenska Huvudvärkssällskapet har till syfte att främja forskning och öka kännedom om migrän och andra huvudvärksformer. Sällskapet ingår i European Headache Federation och International Headache Society. Nuvarande ordförande för Svenska Huvudvärkssällskapet är Professor Lars Edvinsson, Lunds Universitet.
Webbplatsen vänder sig främst till professionellt verksamma inom huvudvärksområdet. Patienter och övriga personer med intresse för området hänvisas till Huvudvärksförbundet.